# Etlingera polycarpa
Etlingera polycarpa är en enhjärtbladig växtart som först beskrevs av Karl Moritz Schumann, och fick sitt nu gällande namn av Axel Dalberg Poulsen. Etlingera polycarpa ingår i släktet Etlingera och familjen Zingiberaceae. Inga underarter finns listade i Catalogue of Life.